# 小野謙一

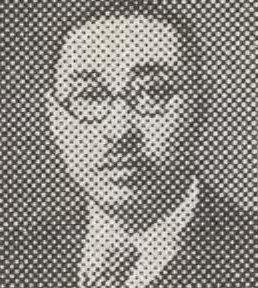
小野謙一

小野 謙一（おの けんいち、1886年（明治19年）8月23日 - 1963年（昭和38年）1月12日）は、日本の政治家、新聞記者。衆議院議員。

## 経歴
青森県中津軽郡、のちの弘前市出身。明治大学卒業後、新聞記者となり、北辰日報を経て、1907年（明治40年）やまと新聞に入り、政治部長となる。更に、太平洋通信社に転じ、主幹を務めた。1937年（昭和12年）に衆議院議員に当選。東方会、時局同志会、翼賛議員同盟に所属。
1942年（昭和17年）、第21回衆議院議員総選挙では翼賛政治体制協議会の推薦を受けたが落選した。戦後、公職追放となる。1951年（昭和26年）追放解除。1963年（昭和38年）1月12日死去。

## 著作
- 「第八師団日露戦史」
- 「満蒙策論」